# Shangri-La (álbum de Mark Knopfler)
Shangri-La es el cuarto álbum de estudio del músico británico Mark Knopfler, publicado por la compañía discográfica Mercury Records en septiembre de 2004.

## Trasfondo
En marzo de 2003, Mark Knopfler se vio involucrado en un accidente de motocicleta en Grosvenor Road, Belgravia, y sufrió una fractura de clavícula, de omóplato y de siete costillas. Debido a ello, la gira de promoción de The Ragpicker's Dream fue cancelada. Knopfler pasó siete meses de recuperación sin coger una guitarra, aunque tras la recuperación pudo regresar al estudio y a los escenarios en 2004 para grabar su cuarto álbum en solitario. 

## Lista de canciones
Todas las canciones escritas y compuestas por Mark Knopfler. 
| N.º | Título                      | Duración |  |
| 1.  | «5.15 A.M.»                 | 5:54     |  |
| 2.  | «Boom, Like That»           | 5:49     |  |
| 3.  | «Sucker Row»                | 4:56     |  |
| 4.  | «The Trawlerman's Song»     | 5:02     |  |
| 5.  | «Back to Tupelo»            | 4:31     |  |
| 6.  | «Our Shangri-La»            | 5:41     |  |
| 7.  | «Everybody Pays»            | 5:24     |  |
| 8.  | «Song for Sonny Liston»     | 5:06     |  |
| 9.  | «Whoop De Doo»              | 3:53     |  |
| 10. | «Postcards from Paraguay»   | 4:07     |  |
| 11. | «All That Matters»          | 3:08     |  |
| 12. | «Stand Up Guy»              | 4:32     |  |
| 13. | «Donegan's Gone»            | 3:05     |  |
| 14. | «Don't Crash the Ambulance» | 5:06     |  |

## Personal
Músicos
- Mark Knopfler: voz y guitarra
- Richard Bennett: guitarras
- Jim Cox: piano, órgano y armónica
- Guy Fletcher: piano y órgano
- Glenn Worf: bajo
- Chad Cromwell: batería
- Paul Franklin: pedal steel guitar

Equipo técnico
- Mark Knopfler: productor
- Chuck Ainlay: productor e ingeniero de sonido
- Guy Fletcher: ingeniero
- Rupert Coulson: ingeniero asistente
- Bob Ludwig: masterización

## Posición en listas
| País              | Lista                   | Posición |
| ----------------- | ----------------------- | -------- |
| Alemania          | Media Control Chart     | 3        |
| Austria           | Ö3 Austria Top 40       | 14       |
| Bélgica (Flandes) | Ultratop 200 Albums     | 9        |
| Dinamarca         | Denmark Albums Chart    | 4        |
| Estados Unidos    | Billboard 200           | 66       |
| España            | Promusicae Albums Chart | 6        |
| Finlandia         | Finnish Albums Chart    | 10       |
| Francia           | SNEP Albums Chart       | 5        |
| Italia            | Italian Albums Chart    | 95       |
| Noruega           | VG-lista Top 40 Albums  | 1        |
| Países Bajos      | Mega Albums Chart       | 4        |
| Polonia           | Poland Albums Chart     | 15       |
| Portugal          | Portugal Albums Chart   | 21       |
| Reino Unido       | UK Albums Chart         | 11       |
| Suecia            | Sweden Albums Chart     | 3        |
| Suiza             | Hit Parade Top 100      | 7        |

## Certificaciones
| Organización      | Certificación | Fecha                    |
| ----------------- | ------------- | ------------------------ |
| BPI – Reino Unido | Plata         | 27 de septiembre de 2004 |
| IFPI – Suiza      | Oro           | 2004                     |
| BVMI – Alemania   | Oro           | 2005                     |